# Sveriges museum om Förintelsen

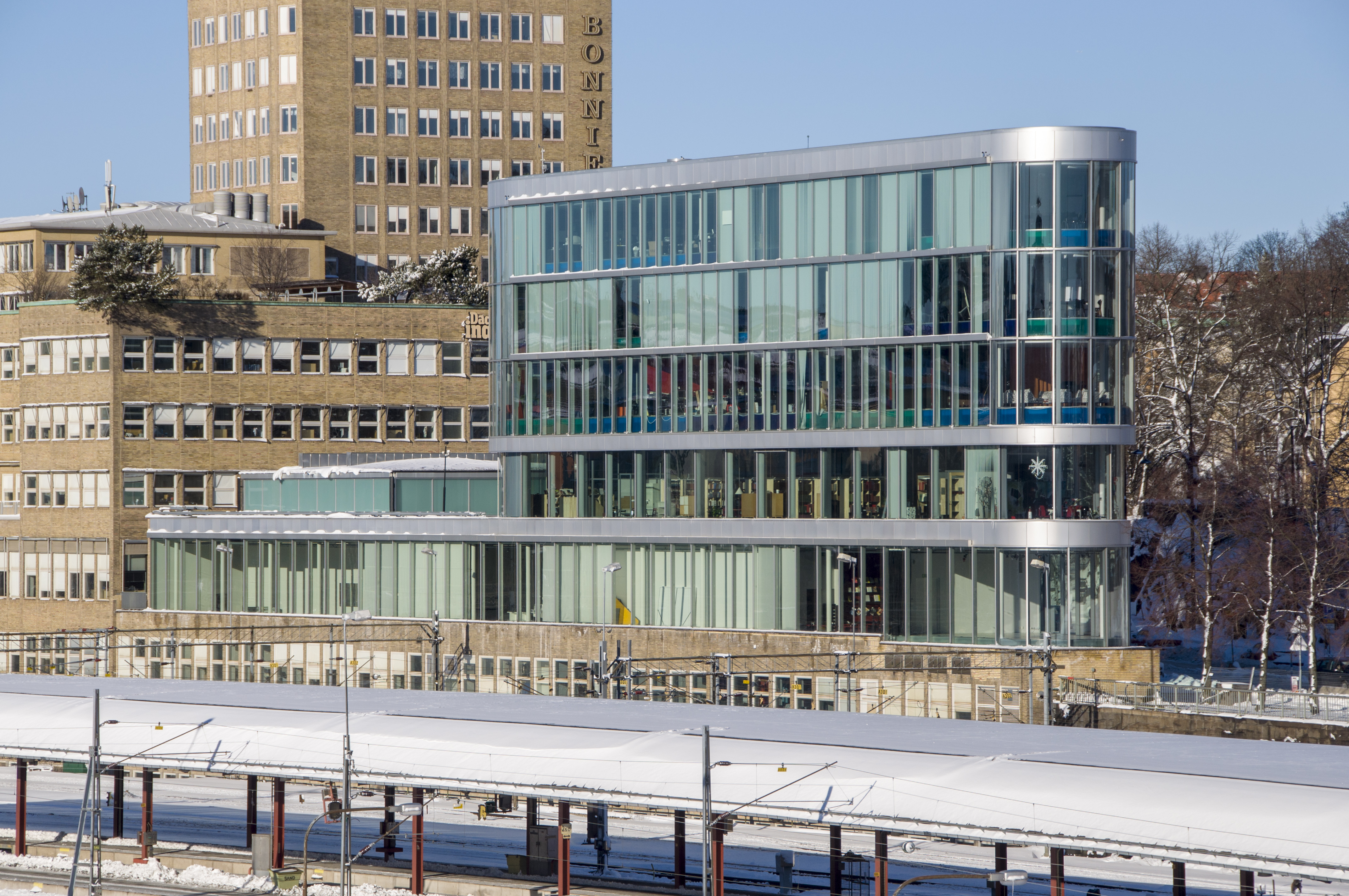
Museet är placerat i samma byggnad som Bonniers konsthall på Torsgatan i Stockholm.

De vita bussarna, Tyskland 1945

Sveriges museum om Förintelsen är ett svenskt statligt museum om Förintelsen. Museet öppnade sin första utställning och i publika lokaler på Torsgatan 19 i Stockholm sommaren 2023. Lokalerna för museet ligger ovanför Bonniers konsthall.
Regeringen gav 2021 i uppdrag till Statens historiska museer att lämna förslag på inrättandet av Sveriges museum om Förintelsen som ett museum inom myndigheten med utgångspunkten att berättelser från överlevande med anknytning till Sverige ska stå i centrum för verksamheten.
Den svenska regeringen gav också i mars 2021 i uppdrag åt Forum för levande historia att samla in föremål och berättelser från överlevande och deras liv i Sverige för museet. Samlingen överlämnades sedan till museet som därefter i egen regi arbetar med att samla in föremål och berättelser med anknytning till Sverige och Förintelsen. 
I april 2022 meddelade ledningen för det planerade museet att museet skulle lokaliseras till Bonniers konsthalls byggnad vid Torsgatan i Stockholm under en period på fem–åtta år i avvaktan på beslut om en slutlig placering. Under 2025 arbetas det med att ta fram ett konkret förslag för museets framtida lokalisering och det förs en dialog med Stockholms stad och andra intressenter. 

## Utställningar
Den 21 juni 2023 öppnade museets första utställning Sju Liv med utgångspunkt i sju levnadsöden med personer som mot alla odds överlevde Förintelsen och kom till Sverige. Utställningen visades fram till den 2 mars 2025. 
Den 12 december 2024 öppnade utställningen Oberättat som tar avstamp i motståndet i den romska avdelningen i Auschwitz-Birkenau 1944 och vidare berättar om folkmordet på romer under Förintelsen. I utställningen möter du tidigare okända vittnesmål, bakgrund till nazisternas brott och den långa vägen mot ett erkännande av folkmordet. 
Den 25 april 2025 öppnade utställningen Svart på Vitt som handlar om svensk media och Förintelsen – om det som skrevs och sändes i radio, men också om det som ströks. Utställningen väcker frågor om vad svenska mediekonsumenter visste, belyser antisemitismen och tidsandan i samhället och visar hur pressfriheten utmanades. 

## Webbplats
I juni 2022 öppnade museet sin webbplats med den digitala utställningen Dimentions in Testimony som även kan upplevas på plats i museet. Dimentions in Testimony är interaktiva biografier som utifrån omfattande intervjuer och med hjälp av AI-teknik möjliggör en samtalsliknande interaktion med Tobias Rawet och Elisabeth Citrom som båda överlevde Förintelsen. På museet finns även möjlighet att samtala med två Engelskspråkiga överlevande, Eva Kor och Pinchas Gutter. Den svenska versionen av Dimensions in Testimony är ett samarbete med USC Shoah Foundation som utvecklat tekniken och Judisk kultur i Sverige.  
Webbplatsen innehåller även en kunskapsbank med bland annat information om räddningsaktionen vita bussarna, antisemitism och berättelser från överlevande samt lärarhandledningar och annat pedagogiskt material att ta del av.